# Antonio Aguilar
Pascual Antonio Aguilar Barranza (Villanueva, 17 mei 1919 - Mexico-Stad, 19 juni 2007) was een Mexicaans zanger en acteur.
Aguilar werd geboren in een familie van hacendado's in het zuiden van de staat Zacatecas. Hij begon zijn zangcarrière in de jaren veertig in Tijuana en Mexico-Stad en had een aantal kleine filmrollen. In 1952, tijdens het hoogtepunt van de 'gouden tijd van de Mexicaanse cinema' brak hij door als acteur in Un rincón cerca del cielo. Aguilars carrière nam snel een hoge vlucht, hij speelde in meer dan 150 films waaronder Caballo Prieto Azabache en Bala Perdida. Internationaal is hij het meest bekend door zijn rol in The Undefeated in 1969 waarin hij samen met John Wayne speelde. Daar zijn meeste rollen in charrofilms waren kreeg hij de bijnaam El Charro de México (De Charro van Mexico). Naast zijn acteercarrière brak hij ook door als zanger. Hij heeft honderden nummers, waarvan de meeste corrido's opgenomen en meer dan 25 miljoen platen verkocht.
Aguilar was getrouwd met Flor Silvestre. Een van hun kinderen, Pepe Aguilar, is tegenwoordig een van populairste zangers van Mexico.
Op 4 juni 2007 werd hij opgenomen in het ziekenhuis met een longaandoening. Hij overleed twee weken later op 88-jarige leeftijd. De dag na zijn dood werd een mis voor hem gehouden in de Basiliek van Guadalupe geleid door kardinaal Norberto Rivera, die werd bijgewoond door achtduizend bezoekers. Hierna werd zijn lichaam overgebracht naar Zacatecas.
- Biblioteca Nacional de España: XX4579491
- Bibliothèque nationale de France: cb14045779z (data)
- Gemeinsame Normdatei: 1056169788
- International Standard Name Identifier: 0000 0001 1652 1431
- Library of Congress Control Number: nr98003152
- MusicBrainz: ba683849-490c-4afb-9c8d-7278b25cbdc1
- Nederlandse Thesaurus van Auteursnamen: 073126454
- Système universitaire de documentation: 152374299
- Virtual International Authority File: 59285750
- WorldCat: E39PBJjtbH3d3rhwV6Gc9mcwYP